# Rafaelle Souza
Rafaelle Souza, właśc. Rafaelle Leone Carvalho Souza (ur. 18 czerwca 1991 w Cipó) – brazylijska piłkarka występująca na pozycji obrońcy lub pomocniczki w amerykańskim klubie Orlando Pride oraz w reprezentacji Brazylii, której jest kapitanem. Złota medalistka Copa América kobiet: 2018, 2022 i Igrzysk Panamerykańskich 2015, srebrna medalistka Finalissimy kobiet 2023.

## Sukcesy

### SE Palmeiras[2]
- Copa Paulista Women: 2021

### Arsenal W.F.C.[3]
- FA Women's League Cup: 2022/2023

### Reprezentacyjne[4]
- Copa América kobiet: 2018, 2022
- Igrzyska Panamerykańskie: 2015
- Drugie miejsce Finalissima kobiet: 2023

### Indywidualne[5]
- Drużyna Roku PFA: 2022/2023